# Novissima Sinica
Novissima Sinica („Neuestes aus China“) ist ein in zwei Auflagen (1697 sowie 1699) erschienenes Buch von Gottfried Wilhelm Leibniz. Es entstand vor dem Hintergrund der gesellschaftlichen Auseinandersetzung mit der chinesischen Kultur im 16. und 17. Jahrhundert.

## Hintergrund und Entstehung
Im Zuge der im 15. Jahrhundert begonnenen europäischen Expansion wurden für die europäische Öffentlichkeit Flugschriften und Berichte über andere Kulturen und Weltteile interessant. Wegen der 1477 erstmals im Druck erschienen Reiseberichte von Marco Polo erregten vor allem Hochkulturen aus Asien die Aufmerksamkeit intellektueller und akademischer Kreise. Im 17. Jahrhundert wuchs das Interesse noch einmal stark an, was sich in den sogenannten Chinoiserien sowie zahlreichen Buchpublikationen zeigt. Die erste Auflage von Novissima Sinica erschien 1697 und fasst vor allem Berichte von China-Missionaren, astronomische Werke, sowie Analysen zu den russisch-chinesischen Beziehungen zusammen. In der 1699 erschienen zweiten Auflage kommt noch eine ausführliche Landesbeschreibung dazu. Das Werk war lange Zeit eine der am meisten genutzten Informationsquellen zu Fragen der chinesischen Kultur, Politik und Gesellschaft. Es half sowohl bei der katholischen Chinamission als auch dem intellektuellen Wissenstransfer zwischen China und dem Abendland.

## Ausgaben
- Gottfried Wilhelm Leibniz: Novissima Sinica; Das Neueste von China. (1697)
- Gottfried Wilhelm Leibniz: Novissima Sinica; Das Neueste von China. (1699)